# Ali Adnan Kadhim
Ali Adnan Kadhim Al-Tameemi ou simplesmente Ali Adnan Kadhim (nascido em 19 de dezembro de 1993) é um futebolista iraquiano que atua como lateral esquerdo. Atualmente joga no Al-Najma.

## Carreira

### Baghdad
Adnan começou a carreira no Baghdad SC, em 2010

### Udinese
Adnan se transferiu para a Udinese Calcio, em 2015.

## Carreira
Adnan fez parte do elenco da Seleção Iraquiana de Futebol nas Olimpíadas de 2016.